# Реджистер (Джорджія)
Реджистер (англ. Register) — місто (англ. town) в США, в окрузі Буллок штату Джорджія. Населення — 157 осіб (2020).

## Географія
Реджистер розташований за координатами 32°22′10″ пн. ш. 81°53′18″ зх. д. / 32.36944° пн. ш. 81.88833° зх. д. (32.369555, -81.888233).  За даними Бюро перепису населення США в 2010 році місто мало площу 2,02 км², з яких 2,00 км² — суходіл та 0,02 км² — водойми.

## Демографія
Згідно з переписом 2010 року, у місті мешкало 175 осіб у 63 домогосподарствах у складі 47 родин. Густота населення становила 87 осіб/км².  Було 73 помешкання (36/км²).
Расовий склад населення:
| - 89,7 % — білих - 8,6 % — чорних або афроамериканців - 0,6 % — азіатів |

До двох чи більше рас належало 1,1 %. Частка іспаномовних становила 0,0 % від усіх жителів.
За віковим діапазоном населення розподілялося таким чином: 30,3 % — особи молодші 18 років, 56,6 % — особи у віці 18—64 років, 13,1 % — особи у віці 65 років та старші. Медіана віку мешканця становила 32,7 року. На 100 осіб жіночої статі у місті припадало 101,1 чоловіків;  на 100 жінок у віці від 18 років та старших — 84,8 чоловіків також старших 18 років.
Середній дохід на одне домашнє господарство  становив 49 228 доларів США (медіана — 37 250), а середній дохід на одну сім'ю — 53 056 доларів (медіана — 37 500). За межею бідності перебувало 10,5 % осіб, у тому числі 5,9 % дітей у віці до 18 років та 14,8 % осіб у віці 65 років та старших.
Цивільне працевлаштоване населення становило 45 осіб. Основні галузі зайнятості: освіта, охорона здоров'я та соціальна допомога — 28,9 %, публічна адміністрація — 13,3 %, сільське господарство, лісництво, риболовля — 13,3 %.